# Zoravia Bettiol

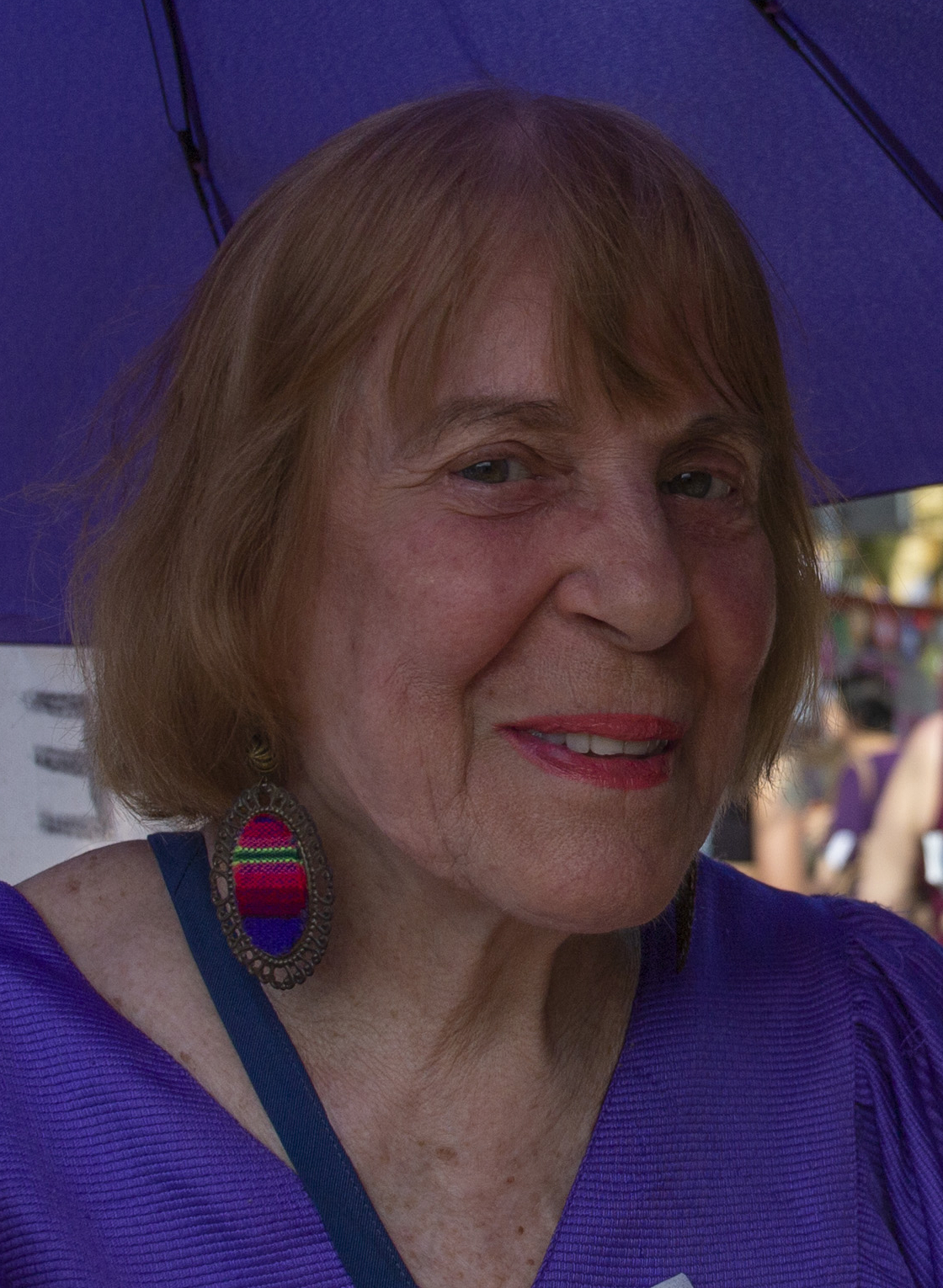
Zorávia Bettiol

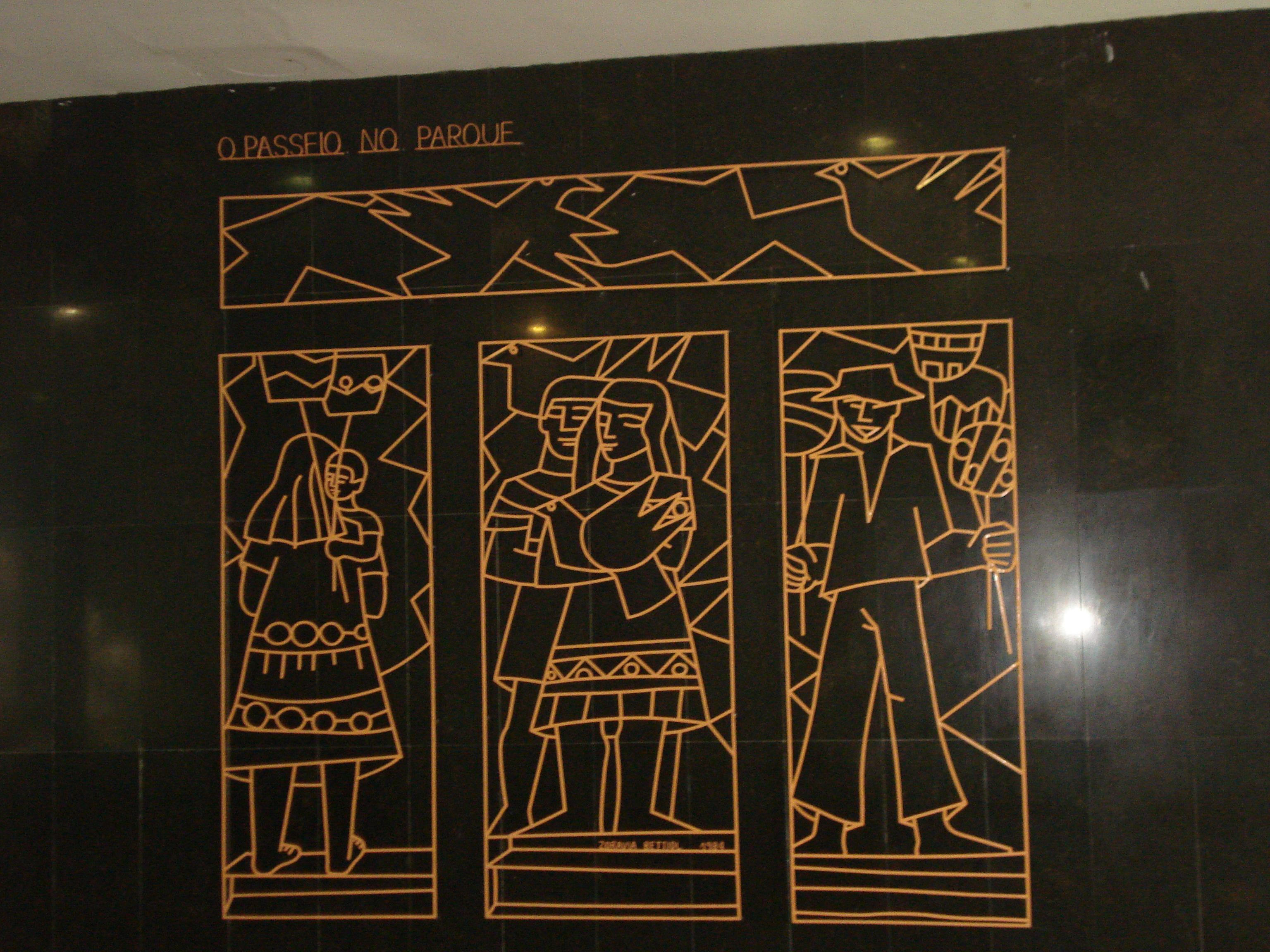
"O Passeio no Parque" (1984), mural em ferro.

Zoravia Augusta Bettiol (Porto Alegre, 1935) é uma artista plástica e arte educadora brasileira. Com mais de 65 anos dedicados às artes, produz gravura, pintura, desenho, arte têxtil, arte mural e instalações.
Nascida em uma família de ascendência sueca e italiana, entre 1952 e 1955 fez estudos de pintura no Instituto de Belas Artes, em Porto Alegre. Entre 1956 e 1957, estudou desenho e xilogravura no atelier de Vasco Prado (com quem foi casada durante 28 anos) e, em 1968, tapeçaria no atelier de Maria Laskiewicz, em Varsóvia, na Polônia.
Artista premiada, participou de importantes exposições coletivas e individuais, no Brasil e no exterior, entre as quais em Montevidéu, Punta del Leste, Washington, D.C., Praga, Varsóvia, Genebra, Lisboa, Roma, Milão, Madri, Buenos Aires, Estocolmo e Paris.
Em 2007 foi lançado o livro em edição bilíngue (português e inglês) Zoravia Bettiol: a mais simples complexidade, com textos de seis especialistas - Maria Amélia Bulhões, pesquisadora (desenho e pintura); Paulo Gomes,  curador (gravura); Albani de Carvalho, historiadora e crítica de arte (arte têxtil); Fernando Cocchiarale, crítico de arte e curador do MAM/RJ (instalação, mural e performance); Ulpiano Bezerra de Menezes, historiador e arqueólogo, professor titular da USP (objeto); Paula Ramos, jornalista e crítica de arte - que abordam a trajetória da artista 